# 100 Batalion Łączności
100 Batalion Łączności (100 bł) – pododdział wojsk łączności Sił Zbrojnych RP.
Batalion został sformowany w kwietniu 2000 roku, w garnizonie Wałcz, na bazie rozformowanej 2 Brygady Łączności, w składzie Brygady Wsparcia Dowodzenia Korpusu Północno-Wschodniego.
Już w listopadzie tegoż roku batalion uczestniczył w ćwiczeniach Crystal Eagle 2000, wtedy też ogłoszono zdolność operacyjną WKPW do działań zgodnych z art. V Traktatu Waszyngtońskiego.
7 czerwca 2001 roku 100 batalion łączności Brygady Wsparcia Dowodzenia WKPW przeszedł w podporządkowanie dowódcy Wojsk Lądowych.
W 2007 roku jednostka została przeformowana na nowy etat. Zmieniony został również numer jednostki wojskowej z 3288 na 4092.

## Tradycje
Decyzją Nr 338/MON Ministra Obrony Narodowej z 30 lipca 2007 ustalono, że 100. batalion łączności przejmuje i z honorem kultywuje:
- dziedzictwo tradycji 100 batalionu łączności Brygady Wsparcia Dowodzenia Wielonarodowego Korpusu Północ-Wschód w Wałczu (2002-2007), w tym również:
  - I i II batalionu radiotelegraficznego (1919-1920);
  - batalionu radiotelegraficznego zapasowego i batalionów radiotelegraficznych 1, 2 i 3 Pułku Wojsk Łączności (1920-1924);
  - Pułku Radiotelegraficznego (1924-1939);
  - radiostacji Naczelnego Wodza Polskich Sił Zbrojnych we Francji – "Regina" i "Angers" (1940);
  - radiostacji Naczelnego Wodza Polskich Sił Zbrojnych w Wielkiej Brytanii – "Marta" (1940-1945);
  - batalionu radiotelegraficznego Komendy Głównej Armii Krajowej – "Iskry" (1943--1945);
  - 2 samodzielnego batalionu łączności I Korpusu Wojska Polskiego i 1 Samodzielnego Pułku Łączności 1 Armii Wojska Polskiego (1943-1945);
  - 1 samodzielnego batalionu łączności MON (1945-1967);
  - 5 Pułku Łączności (1949-1967);
  - 1 Pułku Łączności MON (1967-1976);
  - 2 Brygady Łączności (1976-2001);
- datę dorocznego Święta w dniu 29 czerwca, w rocznicę sformowania Pułku Radiotelegraficznego w 1924 roku;
- odznakę pamiątkową i oznakę rozpoznawczą[1].

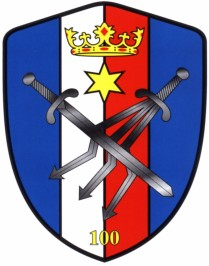
Oznaka rozpoznawcza na mundur wyjściowy
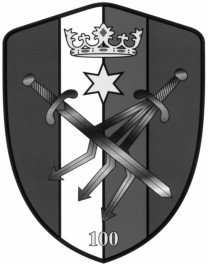
Oznaka rozpoznawcza na mundur polowy

## Dowódcy batalionu
Na podstawie
- ppłk Janusz Sobolewski (2000-2003)
- ppłk Robert Wierzbiński (2003-2007)
- ppłk Marian Matoszka (2007-2010)
- ppłk Wiesław Gwóźdź (2010-2015)
- ppłk Sebastian Trojanowski (2015–2020)
- ppłk Sławomir Rzadkiewicz (od 2020)
- ppłk Krzysztof Dąbkiewicz (od 2023)